# Кийвсааре
Кийвсааре (ест. Kõivsaare), (виро Kõivsaarõ) — село в Естонії, входить до складу волості Орава, повіту Пилвамаа.